# Solón Tello
Solón Tello Lozano (Nauta, 16 de noviembre de 1918 - Iquitos, 25 de octubre de 2010), conocido como Don Solón, fue un curandero peruano especializado en el uso ritual del ayahuasca y dietas amazónicas. Don Solón se especializó como curandero y ayahuasquero contribuyendo al vegetalismo amazónico mediante purgas, sesiones de ayahuasca y dietas de plantas maestras. Participó en numerables sesiones de ayahuasca en el centro Takiwasi, siendo uno de los destacados maestros curanderos y colaboradores del centro entre otros médicos tradicionales como Aquilino Chujandama, Luis Culquitón, Walter Cuñachi, Guillermo Ojanama, Juan Flores o Ignacio Pérez.

## Biografía
Solón Tello Lozano nació el 16 de noviembre de 1918 en Nauta, ubicado a 90 km de la ciudad de Iquitos. Fue hijo de Nicolás Tello y Juana Bautista Lozano, teniendo una hermana mayor por parte de su padre y siendo el único hijo de sus padres.
Durante sus primeros años de vida, vivió en Nauta con sus padres y cursó sus estudios hasta el tercer grado de primaria, destacándose en matemáticas. Sin embargo, a los 9 años, se trasladó a Iquitos con su padre en busca de mejores oportunidades. Lamentablemente, debido a dificultades económicas, no pudo continuar su educación.
Posteriormente, siguiendo la tradición de jóvenes con escasas oportunidades educativas, se enlistó en la Marina de Guerra del Perú para cumplir con el servicio militar. Participó en el conflicto armado con Ecuador en 1941 y, tras la guerra, recibió la condición de Excombatiente, lo que le proporcionó una asistencia económica mínima del Estado, semejante a una pensión de jubilación.

## Inicios en la medicina amazónica
Don Solón relató su proceso de aprendizaje de la siguiente manera:

Yo aprendí esto, porque tenía un maestro que sabía mucho, Daniel Soplin. Caí enfermo o me hicieron daño en una pierna y él en Iquitos me curaba, me calmaba, pero me duraba dos o tres días y de ahí nuevamente caía enfermo. Así que un día me dijo: “Solón por qué no vamos a la chacra para que dietes 8 días”. Me fui con él y en dos días llegamos a su fundo. Al tercer día cocinó su purga (ayahuasca) y la tomamos. Tuvimos una sesión muy buena. Luego me llamó para que me haga la curación y en esos momentos me dijo: “¿Solón qué le hacemos al brujo que te hizo este mal, es tal fulano?” Me dio nombre y apellido. Yo conocía a ese hombre. Nos conocimos, porque yo estaba curando un paciente y este le llevó a la sesión. Él se instaló en una esquina preparó su mesa y yo estaba en otro lado con mi mesa. En la sesión como siempre yo
invoco a Dios, y en un momento el otro empezó a vomitar como loco, hasta casi botar sus tripas. De eso me echó la culpa y por ello me hizo daño. Entonces el maestro, mientras me curaba, me dijo qué le hacemos al brujo, yo le contesté “No hay que hacerle nada maestro, Ud. va a manchar su alma y yo también. Yo quiero que me cure no para hacer daño a nadie. El que le va a juzgar es Dios, nadie más”. Esa noche me dijo: “Mira Solón, tú tienes para aprender, yo te voy a enseñar, te voy a dar todas mis cosas y vas a hacer otro hombre”.
Solón Tello. Extraído de "Biografía de Don Solón. 1918 – 2010. El Caballero de la Ayahuasca”. Por Jaime Torres Romero

A partir de ese momento, Daniel se convirtió el maestro de don Solón enseñándole sus conocimientos. Su proceso iniciático no fue solamente mediante las sesiones de ayahuasca sino mediante dietas amazónicas de plantas maestras como el Chiric Sanango (Brunfelsia grandiflora), el Chuchuwasi (Maytenus laevis) y Ajo sacha (Mansoa alliacea). Su aprendizaje como curandero también pasó por el maestro José Delgado Chuquipiondo, continuando con la viuda de este cuando el maestro murió. Don Solón también completó una serie de dietas amazónicas con otro maestro, Daniel Soplín, que enfermó gravemente y murió. Don Solón empezó a aplicar los conocimientos aprendidos, tratando a personas con diversos males, incluyendo a aquellos afectados por brujería. Su maestro Daniel le había enseñado varios métodos de curación y don Solón se convirtió en un exitoso curandero. Don Solón decía que "La planta viene y te habla, te enseña a cantar".
Al inicio de su aprendizaje, don Solón se enfermó gravemente de un ojo, que perdió, y quedó tuerto. Pero lo aprendido en las dietas fue esencial en su camino de aprendizaje como curandero, dietando cada dos años en viajes que hacía por la selva amazónica. Su experimentada práctica y conocimiento del ayahuasca pasó por su amigo ayahuasquero, el Sr. Gonzales, con quien colaboraba y trataba pacientes. 
Don Solón enseñó a numerosos alumnos mestizos y occidentales que querían iniciarse en el curanderismo amazónico, las dietas de plantas maestras y las sesiones de ayahuasca.

## El Caballero del Ayahuasca
Según una pequeña biografía escrita por Jaime Torres que tituló “El Caballero de la Ayahuasca”, don Solón Tello, se destacó por su enfoque sencillo y eficaz en las prácticas de curación. Generó un gran interés entre extranjeros, académicos y curiosos que buscaban experimentar los beneficios terapéuticos de la ayahuasca y aprender su manejo. Recibió numerosas invitaciones para brindar sus servicios médicos en el Centro Takiwasi de Tarapoto, una institución que combina la medicina tradicional amazónica con la psicoterapia contemporánea para rehabilitar a personas con dependencia de drogas.
Don Solón era conocido por su paciencia al enseñar sus conocimientos a un ritmo pausado, compartiendo los ikaros (cánticos tradicionales) transmitidos por sus maestros, entre los cuales destaca el ikaro del "Señor de los Milagros" o "Todos los Santos". Durante las sesiones, dirigía la ceremonia con devoción, comenzando con una invocación al Cristo de Bagazán y al Señor de los Milagros, el patrón de Perú. Siempre llevaba consigo una botella de alcanfor y mapachos (cigarros de tabaco puro). Iniciaba la sesión después de rezar y soplar en las cuatro direcciones cardinales, cubriéndose la cabeza con una gorra. Cantaba incesantemente mientras agitaba su shacapa rítmicamente. Su voz grave y su ritmo lento transmitían fuerza y tranquilidad a los participantes. Al final de la sesión, descubría su cabeza y agradecía a Dios, concluyendo con otra serie de soplos hacia los cuatro puntos cardinales. En un documental en el que fue entrevistado don Solón decía explicaba los instrumentos que él utilizaba en una sesión de ayahuasca:

Primeramente tenemos la imagen de Cristo. Para comenzar la toma [de ayahuasca] yo primero hago mi oración invocando a Dios que nos ayuda, no solamente a mí sino a todos lo presentes. Después se sopla el ayahuasca para comenzar la toma. Una vez se toma, yo me paso primero el agua bendita y el alcanfor. Después que ya tomo utilizo el alcanfor con aguardiente y camalonga, me lo paso y tomo un poquito. Después utilizo el agua florida, se sopla en el ambiente para protección. Para el perfume es igual, se pasa. La cachimba es preparada para soplar a todos los pacientes para ayudar a la mareación. Si alguno no está mareado, con una soplada que le doy con la cachimba, ya entra calor. La ruda es para la limpieza de cuerpo de cada paciente. con esto se limpia todo lo malo que puede haber en el cuerpo, es olorosa. La uso como shakapa para la limpieza y te deja perumado el cuerpo.
Don Solón Tello

Don Solón tenía un profundo respeto por la ayahuasca y seguía estrictamente las dietas prescritas. Al día siguiente de la ceremonia, rompía la dieta al mediodía al ingerir una preparación de cebolla, ajos, jugo de limón y sal antes del desayuno.
En sus últimos años, fue invitado en varias ocasiones a Chile y Argentina, donde facilitó sesiones de ayahuasca para numerosos participantes, aunque prefería la selva cálida y húmeda a los climas fríos.

## Legado y muerte

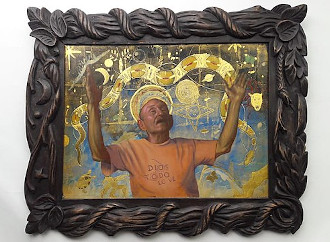
Don Solón Tello por David 'Slocum' Hewson, artista residente en Iquitos

Don Solón Tello fue uno de los principales difusores de la medicina tradicional amazónica en el Perú durante las décadas de 1980 y 2000.
En enero de 2008, sufrió una caída en su dormitorio mientras intentaba ir al baño, resultando en una fractura en la cadera y el fémur derecho. Fue sometido a tres operaciones con anestesia total para recuperar su salud. Desde entonces, Don Solón ya no pudo caminar por sí mismo, dependiendo de una silla de ruedas y la ayuda de sus hijos y su esposa. A partir de esa fecha, cesó por completo su práctica con la ayahuasca, después de más de 60 años de dedicación. Don Solón Tello falleció el domingo 24 de octubre de 2010, dejando un valioso legado en numerosos discípulos y aprendices que tuvo durante sus largos años de práctica y dedicación a la medicina amazónica.